# Caroline B. Cooney
Pour les articles homonymes, voir Cooney.
Caroline B. Cooney, née le 10 mai 1947 à Geneva, dans l'état de New York, aux États-Unis, est une romancière américaine. Auteure de plusieurs récits policiers, d'horreur et de fantasy, appartenant le plus souvent à la littérature d'enfance et de jeunesse, elle a publié plus de cent titres au cours de sa carrière.

## Biographie
Elle suit les cours de l'université de l'Indiana, du MGH Institute of Health Professions et de l'université du Connecticut.
Elle publie en 1979 un premier roman pour la jeunesse nommé Safe as the Grave, suivi en 1980 d'un thriller à destination d'un lectorat adulte intitulé Rear-View Mirror. Ce roman est traduit en France sous le titre Le Rétroviseur aux Denoël dans la collection Sueurs froides en 1983 avant d'être adapté pour la télévision et de devenir le téléfilm SOS Otages (Rear-View Mirror) sous la direction de Lou Antonio.
Caroline B. Cooney partage dès lors sa carrière entre l'écriture pour adolescents et pour adultes. Elle signe de nombreux romans dans divers genres littéraires, avec une prédilection pour la fantasy, le thriller, notamment la série consacrée aux enquêtes de Janie Johnson, ainsi que le récit d'horreur avec la série Losing Christina intitulée en France Les Terreurs de Rosalie.

## Œuvres

### Romans

#### TrilogieThe Vampire's Promise
- Deadly Offer ou The Cheerleader (1991)
- Evil Returns ou The Return of the Vampire (1992)
- Fatal Bargain ou The Vampire's Promise (1993)

#### SérieJanie Johnson
- The Face on the Milk Carton (1990) Publié en français sous le titre La Photo de Jenny Spring, traduction de Denise Caussé, Paris, Hachette, Le Livre de poche, coll. « Jeunesse » no 378, 1992.
- Whatever Happened to Janie? (1993)
- The Voice on the Radio (1996)
- What Janie Found (2000)
- What Janie Saw (2012)
- Janie Face to Face (2013)

#### SérieLosing Christina
- Fog (1989) Publié en français sous le titre Les Terreurs de Coralie : La Pension infernale, traduction de Suzanne Spino, Paris, Casterman, coll. « Tapage Angoisse » no 1, 1997.
- Snow (1991) Publié en français sous le titre Les Terreurs de Coralie : Le Secret de l'auberge, traduction de Suzanne Spino, Paris, Casterman, coll. « Tapage Angoisse » no 2, 1997.
- Fire (1992) Publié en français sous le titre Les Terreurs de Coralie : Les Flammes accusatrices, traduction de Suzanne Spino, Paris, Casterman, coll. « Tapage Angoisse » no 7, 1997.

#### QuadralogieTime Travelers
- Both Sides of Time (1995)
- Out of Time (1996)
- Prisoner of Time (1998)
- For All Time (2001)

### Autres romans
- Safe as the Grave (1979)
- Rear-View Mirror (1980) Publié en français sous le titre Dans le rétroviseur, traduction d’Élisabeth Gille, Paris, Denoël, coll. « Sueurs froides », 1983.
- The Paper Caper (1981) (avec Gail Owens)
- An April Love Story (1981)
- Nancy and Nick (1982)
- The Personal Touch (1982)
- He Loves Me Not (1982)
- Sand Trap (1983) Publié en français sous le titre Une femme traquée, traduction de Béatrice Privat, Paris, Albin Michel, coll. « Spécial Suspense », 1985 ; réédition Paris, Hachette, Le Livre de poche no 7533, 1988.
- Holly in Love (1983)
- A Stage Set for Love (1985)
- Sun, Sea and Boys (1984)
- Nice Girls Don't (1984)
- I'm Not Your Other Half (1984)
- The Bad and the Beautiful (1985)
- Suntanned Days (1985)
- The Morning After (1985)
- Racing to Love (1985)
- Trying Out (1985)
- Rumors (1985)
- All the Way (1985)
- Don't Blame the Music (1986)
- Saturday Night (1986)
- The Rah Rah Girls (1987)
- Saying Yes (1985)
- Last Dance (1987)
- Among Friends (1987)
- New Year's Eve (1988)
- The Girl Who Invented Romance (1988)
- Camp Girl-Meets-Boy (1988)
- Summer Nights (1988)
- Family Reunion (1989)
- Summer Love (1990)
- Camp Reunion (1991)
- The Party's Over (1991)
- Twenty Pageants Later (1991)
- Freeze Tag (1992)
- Flight #116 Is Down (1992)
- Operation: Homefront (1992)
- Perfume (1993)
- Forbidden (1993)
- The Stranger (1993)
- Emergency Room (1994)
- Driver's Ed (1994)
- Twins (1994)
- Unforgettable (1994)
- Night School (1995)
- Flash Fire (1995)
- Wanted! (1997)
- The Terrorist (1997)
- What Child is This?: A Christmas Story (1997)
- Hush Little Baby (1999)
- Burning Up (1999)
- Tune in Anytime (1999)
- Mummy (2000)
- Mercy (2001) aussi titré The Ransom of Mercy Carter
- Fatality (2001)
- Goddess of Yesterday (2002) aussi titré On the Seas to Troy
- Evil Returns (2003)
- Fatal Bargain (2003)
- The Vampire's Promise: Deadly Offer (2003)
- Code Orange (2005)
- Hit the Road (2006)
- A Friend at Midnight (2006)
- Enter Three Witches (2007)
- Diamonds in the Shadow (2007)
- A Night to Remember (2009)
- If the Witness Lied (2009)
- Toxic Beauty (2009)
- They Never Came Back (2009)
- Deadly Rumours (2009)
- Three Black Swans (2010)
- The Lost Songs (2011)
- Not Such Person (2015)
- Before She Was Helen (2020)
- The Grandmother Plot (2021)
- The Wrong Good Deed (2023)

## Filmographie

### Comme auteur adapté
- 1984 : SOS Otages (Rear-View Mirror), téléfilm américain réalisé par Lou Antonio d'après le roman éponyme, avec Lee Remick et Tony Musante.
- 1995 : Photo sans identité (The Face on the Milk Carton), téléfilm américain réalisé par Waris Hussein d'après le roman éponyme, avec Kellie Martin, Sharon Lawrence, Edward Herrmann, Richard Masur et Jill Clayburgh.

## Prix et distinctions

### Nominations
- Prix Edgar-Allan-Poe du meilleur roman pour jeunes adultes en 2008 pour Diamonds in the Shadow.
- Prix Edgar-Allan-Poe du meilleur roman pour jeunes adultes en 2010 pour If the Witness Lied.
- Prix Edgar-Allan-Poe du meilleur roman en 2021 pour Before She Was Helen[1]
- Prix Macavity du meilleur roman en 2021 pour Before She Was Helen[2]

## Sources
: document utilisé comme source pour la rédaction de cet article.
- Claude Mesplède (dir.), Dictionnaire des littératures policières, vol. 1 : A - I, Nantes, Joseph K, coll. « Temps noir », 2007, 1054 p. (ISBN 978-2-910-68644-4, OCLC 315873251), p. 476